# (400018) 2006 OG14
(400018) 2006 OG14 es un asteroide perteneciente al cinturón de asteroides, descubierto el 27 de julio de 2006 por Sebastian Florian Hönig desde el Observatorio Hibiscus, Punaauia, Polinesia Francesa.

## Designación y nombre
Designado provisionalmente como 2006 OG14.

## Características orbitales
2006 OG14 está situado a una distancia media del Sol de 2,571 ua, pudiendo alejarse hasta 3,161 ua y acercarse hasta 1,980 ua. Su excentricidad es 0,229 y la inclinación orbital 7,173 grados. Emplea 1506,16 días en completar una órbita alrededor del Sol.

## Características físicas
La magnitud absoluta de 2006 OG14 es 17,4.